# Berejnivka, Kobeleakî
Berejnivka (în ucraineană Бережнівка) este un sat în comuna Butenkî din raionul Kobeleakî, regiunea Poltava, Ucraina.

## Demografie
Componența lingvistică a localității Berejnivka
     Ucraineană (97,08%)
     Rusă (1,98%)
     Alte limbi (0,31%)
Conform recensământului din 2001, majoritatea populației localității Berejnivka era vorbitoare de ucraineană (97,08%), existând în minoritate și vorbitori de rusă (1,98%).